# Jacques Lisfranc
Jacques Lisfranc de St. Martin(Saint-Paul-en-Jarez, 1787. április 2. – Párizs, 1847. május 13.)  úttörő francia sebész és nőgyógyász. Számos műtét, többek között a végbél eltávolítása, a nőknél végzett lithotomia és a méhnyak amputálása úttörője volt.

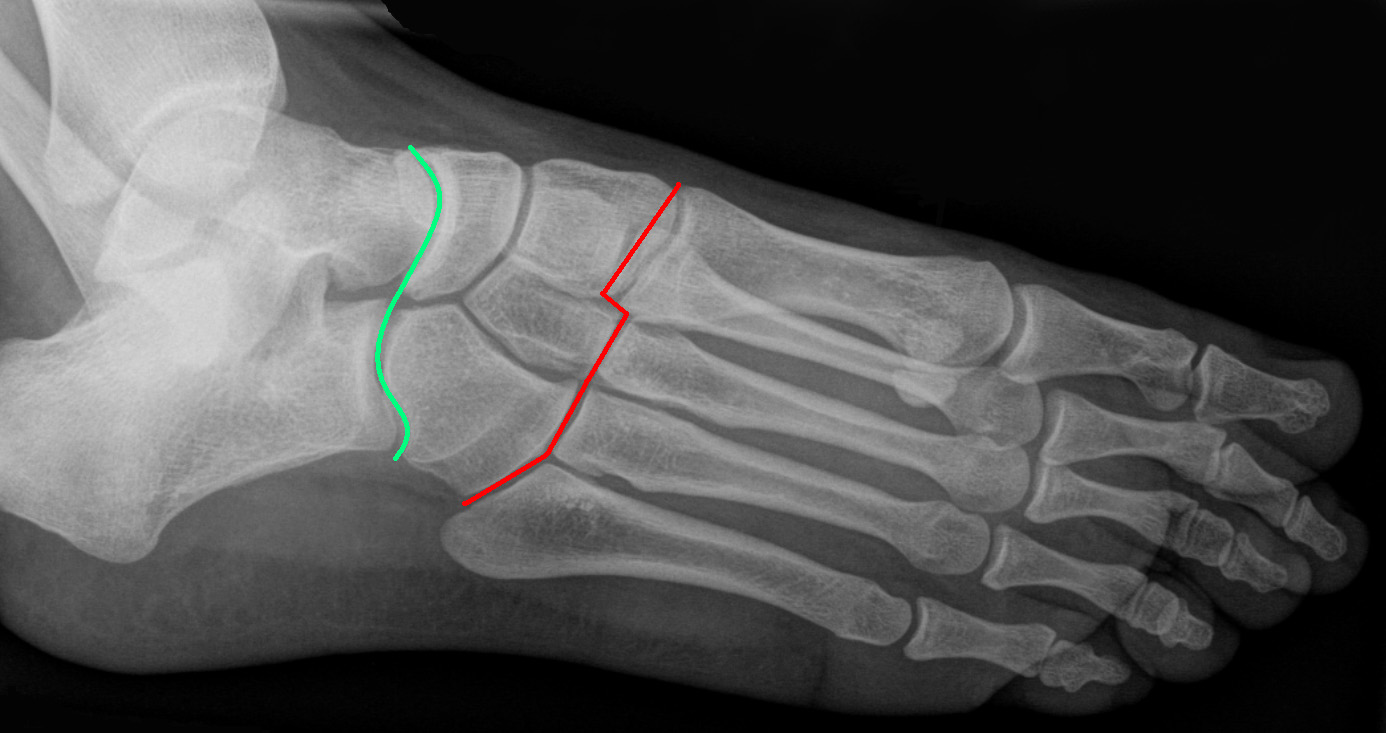
Chopart- (zöld) és Lisfranc-ízületek (piros) a lábfejben.

Orvosi tanulmányait Lyonban és Párizsban végezte, ahol Guillaume Dupuytren asszisztenseként dolgozott. 1826-ban az Hôpital de la Pitié saját osztályának igazgatója lett, ahonnan klinikai orvostan órákat tartott. A Lisfranc-ízületet és a Lisfranc-törést róla nevezték el.
Jacques Lisfranc a párizsi Montparnasse-i temetőben nyugszik.

## Válogatott munkái
- Des diverses méthodes et des différens procédés pour l'oblitération des artères dans le traitement des anévrysmes etc., 1834.
- Maladies de l'utérus, d'après les leçons cliniques. Paris 1836. (A méh betegségeiről szóló könyv, amelyet asszisztense, Jean Hippolyte Pauly készített. Számos esetleírást tartalmaz az Hôpital de la Pitié-ből), 1839.
- Clinique chirurgicale de l’hôpital de la Pitié, 1841–1843.[6]

## Fordítás
Ez a szócikk részben vagy egészben  a   Jacques Lisfranc de St. Martin című angol Wikipédia-szócikk ezen változatának fordításán alapul.  Az eredeti cikk szerkesztőit annak laptörténete sorolja fel. Ez a jelzés csupán a megfogalmazás eredetét és a szerzői jogokat jelzi, nem szolgál a cikkben szereplő információk forrásmegjelöléseként.

## External links
- Életrajza